# Cessna 402
Cessna 401/402 — американский легкий самолёт компании «Cessna».

## Конструкция

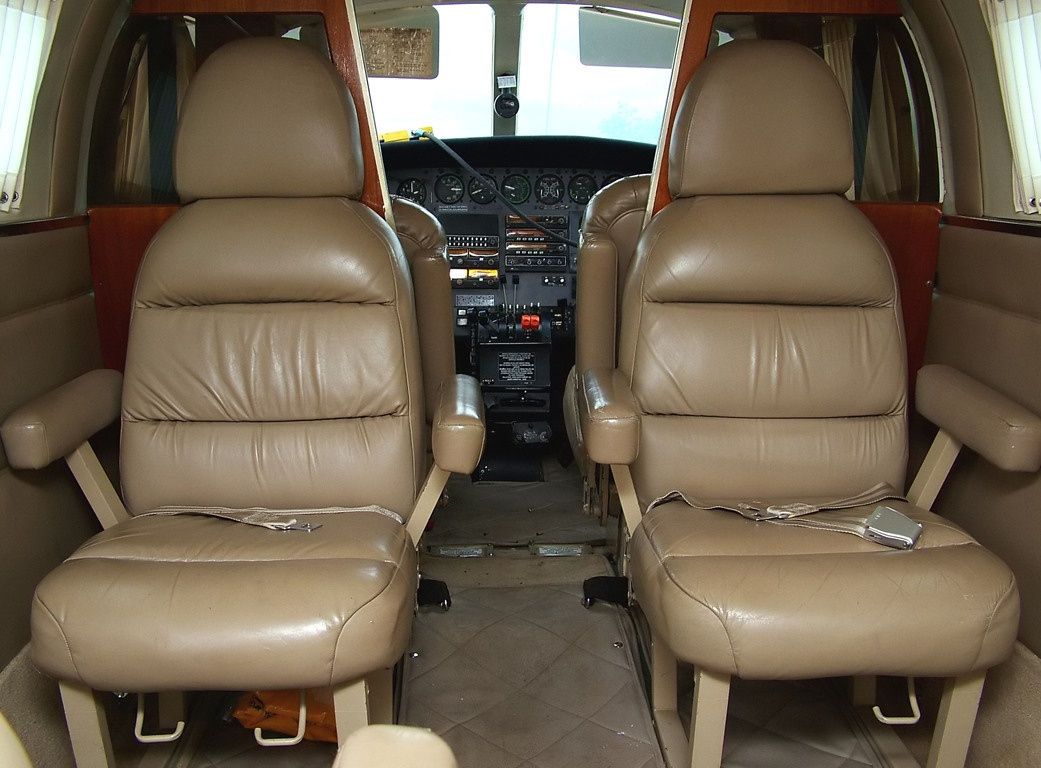
Пассажирский салон

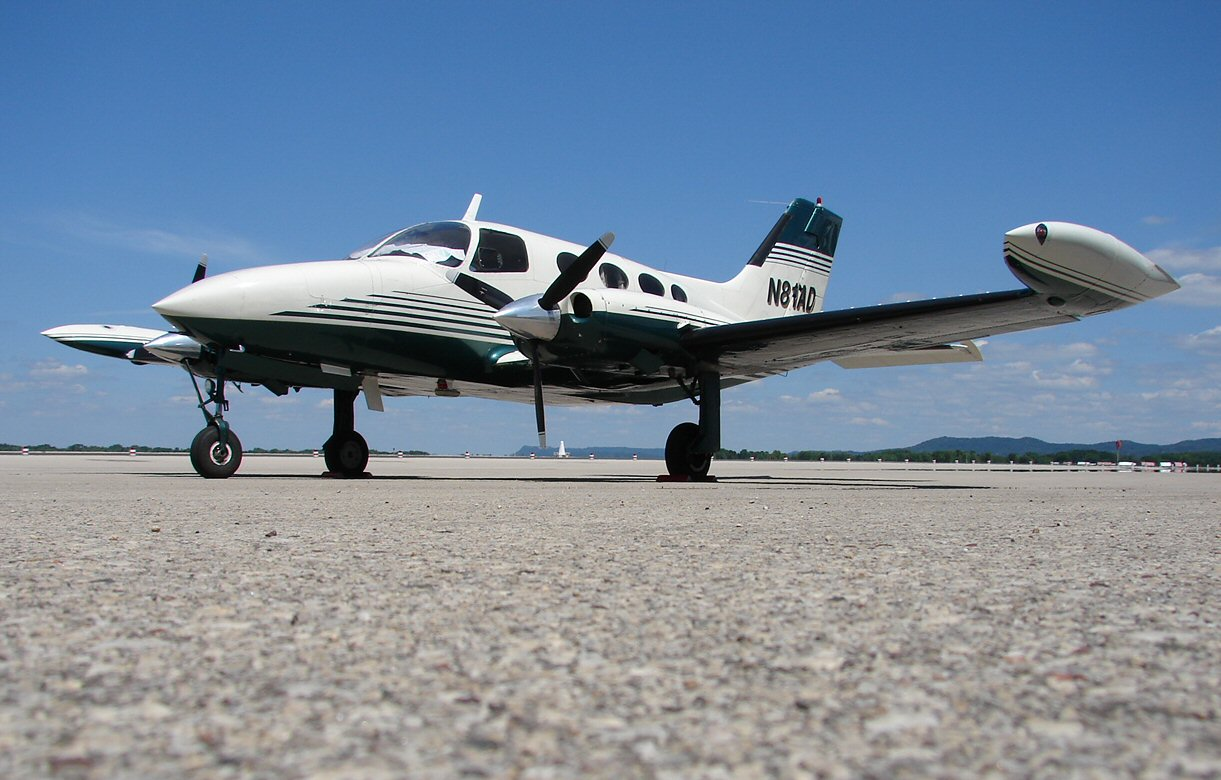
Ранние модели имели четыре овальных иллюминатора, короткий нос и топливные баки на законцовках крыльев.

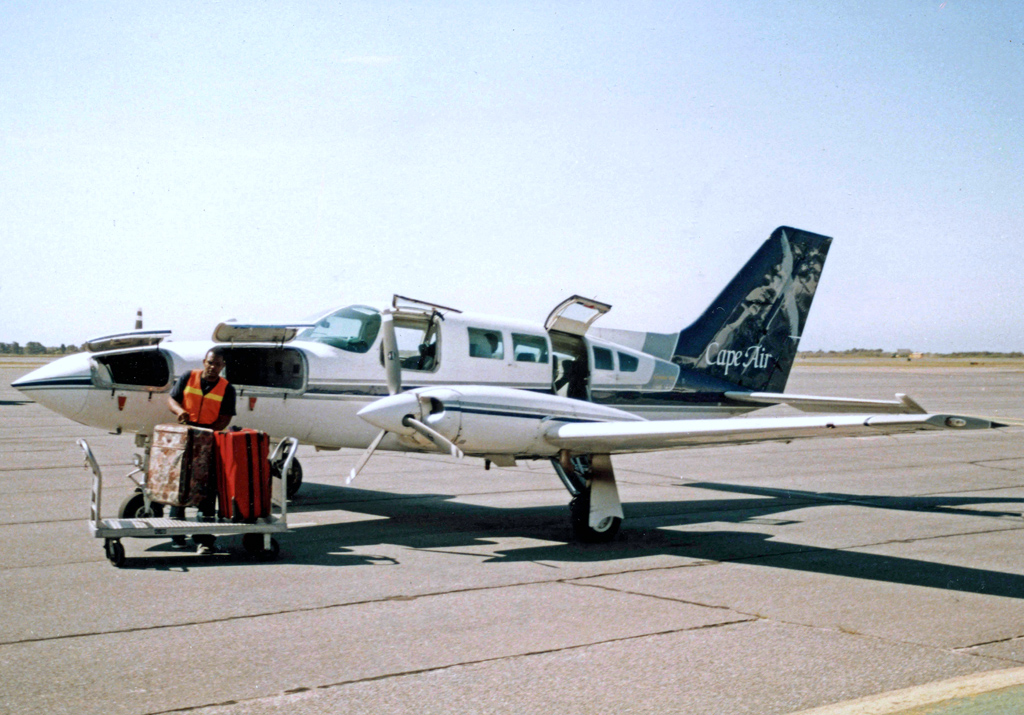
Более поздние модели 402C имеют пять окон, более длинную носовую часть для багажа и отсутствие топливных баков.

Cessna 401/402  производилась с 1966 по 1985 год под названиями Utiliner и Businessliner. Все сиденья легко снимаются, поэтому самолёт можно использовать в качестве грузового самолёта.
Cessna 401 и 402 были разработаны как двухдвигательные поршневые самолёты. Cessna 402 была дальнейшим развитием Cessna 411. Разработчики Cessna 401/402 хотели избежать плохую управляемость с одним двигателем Cessna 411. Другой целью было избежать использования дорогих двигателей Cessna 411.
Cessna 401 и 402 оснащены двигателями Continental с турбонаддувом мощностью 300 л.с. (224 кВт) с трёхлопастными винтами постоянной скорости с полным флюгированием. На более поздних моделях крейсерская мощность была ограничена до 75% для снижения шума в салоне. Некоторые самолёты оснащены синхрофазатором пропеллера для снижения шума и вибрации кабины.
Cessna 402 была представлена в 1967 году. Одновременно была выпущена версия без большой грузовой двери под названием Cessna 401. В 1969 году нос 402 был увеличен для увеличения багажного отделения. Эта модель была переименована в 402A. Модель 401 сохранила оригинальный нос. В 1970 году были внесены различные незначительные изменения. Также стали доступны дополнительные топливные баки большего размера. Эта модель получила название 402B. К 1971 году продажи 401 снизились до 21 самолёта, поэтому производство этой модели было прекращено.
Между 1971 и 1977 годами в планер было внесено множество изменений, включая дополнительный огнетушитель двигателя, более простую выхлопную систему, увеличенные пассажирские окна, оборудование для полёта в известных условиях обледенения и дополнительный унитаз со смывом. В 1976 году была произведена очень похожая Cessna 421 с новым крылом, без опорных баков и более простой топливной системой. Cessna 414 было дано чистое крыло в 1978 году.
В 1979 году 402-е получили новое крыло с увеличенным размахом. Шасси заменили на более простую систему от Cessna 414. Колея шасси также была увеличена на четыре фута. Мощность двигателей была увеличена до 325 л.с. каждый, а максимальная полная масса увеличена до 6850 фунтов, что сделало самолёт гораздо более полезным. Запас топлива был увеличен до 213 галлонов. Даже с увеличением веса производительность одного двигателя повысилась. После этого изменения самолёт получил название Cessna 402C. Производство остановлено в 1985 году.

## Модификации

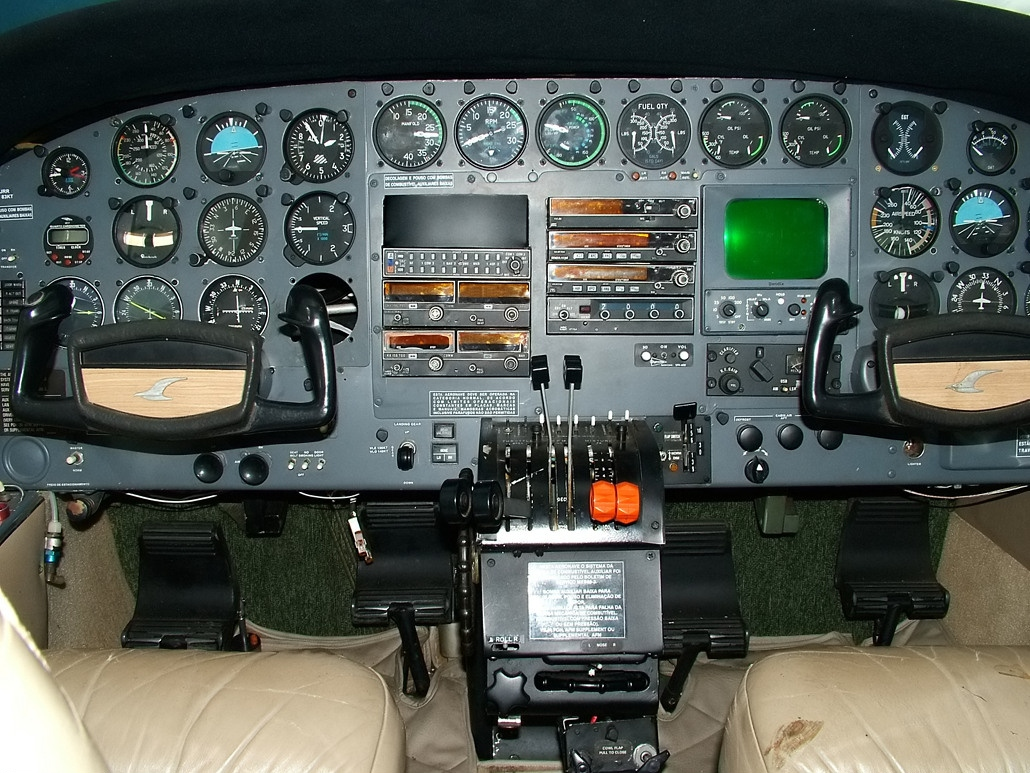
Кабина пилотов

В 1969 году компания American Jet Industries начала работу над конверсией турбовинтового самолёта Cessna 402, получившего название Turbo Star 402, с использованием двигателей Allison 250-B17. Прототип поднялся в воздух 10 июня 1970 года. Дальнейшие модификации, обеспечивающие увеличенный запас топлива, более высокий общий вес и более низкую минимальную скорость управления, были выполнены в 1974 году, и модификация была повторно сертифицирована.
Cessna 402C может быть оснащен вихревыми генераторами для увеличения максимально допустимой взлётной массы 3270 кг с массой без топлива 3062 кг.
Другая модификация 402C увеличивает максимальную посадочную массу до 3266 кг, что позволяет коммерческим операторам летать с увеличенной полезной нагрузкой по более коротким маршрутам.
Хендрик Вентер из DMI Engineering создал Falcon 402: переделанную Cessna 402, оснащенную одним турбовинтовым двигателем Walter M601D в носовой части и заменяющим два поршневых двигателя в крыльях новыми топливными баками. Нос удлинили, чтобы исправить центр тяжести. Он имеет увеличенную полезную нагрузку и максимальную скорость, а также может использовать более короткие взлётно-посадочные полосы.

## Аварии и катастрофы
По состоянию на 1 апреля 2021 года в авариях и катастрофах было потеряно 487 самолётов Cessna 402 различных модификаций.
25 августа 2001 года на Багамских островах вскоре после взлёта разбился самолёт Cessna 402B с американской певицей Алией на борту. Основная причина крушения была определена как неправильно загруженный самолёт, который был примерно на 700 фунтов больше его максимального взлётного веса и центр тяжести находился далеко позади центра фюзеляжа. Следователи обнаружили, что пилот на момент аварии не имел лицензии, и в его организме были следы кокаина и алкоголя. Семья Алии позже подала иск о неправомерной смерти против Blackhawk International Airways, который был урегулирован во внесудебном порядке. Всего в этой катастрофе погибло 9 человек.

## Технические характеристики
Данные Jane's All the World's Aircraft 1982–83

### Общие характеристики
- Экипаж: 2 пилота
- Вместимость: 6 пассажиров
- Длина: 11,09 м
- Размах крыльев: 13,45 м
- Высота: 3,49 м
- Пустой вес: 1849 кг
- Максимальный взлётный вес: 3107 кг
- Запас топлива: 780 литров
- Силовая установка: 2 × Continental TSIO-520-VB с воздушным охлаждением и турбонаддувом, шестицилиндровые оппозитные двигатели, мощностью 325 л.с. (242 кВт) каждый
- Винты: 3-лопастной гребной винт McCauley 0850334-34 постоянной скорости

### Лётные характеристики
- Максимальная скорость: 428 км/ч
- Крейсерская скорость: 263 км/ч
- Дальность: 2358 км
- Практический потолок: 8200 м